# Newcastle Eagles
Los Newcastle Eagles son un club profesional de baloncesto británico con sede en la ciudad de Newcastle upon Tyne, que compite en la BBL, la máxima competición de Reino Unido. Disputa sus partidos en el Vertu Motors Arena, con capacidad para 2,800 espectadores.
Son el equipo más laureado de la historia de la BBL. Sus archienemigos tradicionales son los Glasgow Rocks, sin embargo, en los últimos años también se ha desarrollado una rivalidad con los Leicester Riders. Poseen un equipo femenino en la WBBL (1ª división de baloncesto femenino de Reino Unido), consiguiendo ganar el título en 2016.

## Nombres
| - EPAB Sunderland (1976-1977) - Sunderland Sunblest (1977-1980) - Sunderland Saints (1980-1983) - Austin Rover Sunderland (1983-1984) - Sunderland Maestros (1984-1985) - Sunderland (1985-1986) | - Sunderland 76ers (1986-1990) - Sunderland Saints (1990-1993) - Sunderland Scorpions (1993-1995) - Newcastle Comets (1995-1996) - Newcastle Eagles (1996-presente) |

## Historia

### Primeros años y traslado a Tyneside
Los orígenes del club se remontan a la creación del EPAB Washington en 1976. El club jugó en Sunderland en el Crowtree Leisure Centre en la década de los 80's y principio de los 90's, logrando conquistar la NBL (liga distinta a la BBL) en 1981 y 1983 y quedando segundos en 1982. En 1995, el propietario Dave Elderkin trasladó el club a Newcastle, pasándose a llamar el club Newcastle Comets. Poco después, el club fue comprado por John Hall, por entonces presidente del Newcastle United Football Club, añadiendo de esta manera al Newcastle Sporting Group la sección de baloncesto a las ya existentes de fútbol, rugby y hockey sobre hielo. La mayoría de periodistas consideraban que el Newcastle Sporting Group era un fracaso y, tras su disolución, Ken Nottage y Paul Blake se convirtieron en los nuevos propietarios de los Eagles. El cambio de nombre final, de Comets a Eagles, tuvo lugar en 1996. El equipo estaba asentado en la BBL) y regularmente quedaba entre los 5 primeros de 1998 en adelante.
Hasta la temporada 2004-2005 los Eagles no lograron conquistar nada, aunque quedaron 2º en el Trofeo Británico en la temporada 2000-2001, tras perder contra los Jet Wash Cheshire. Los Eagles vencieron en el Brighton Center a los Brighton Bears de Nick Nurse para conquistar su primer trofeo, el Trofeo Británico en 2005, lo que fue el comienzo del prolongado período de éxito de los Eagles El equipo también conquistó por 1ª vez en su historia la BBL tras vencer en el Birmingham NIA a los Chester Jets en la final de los Play-Offs.

### Temporada histórica 2005-2006
La temporada 2005-06 fue la temporada más exitosa en la historia del club y, bajo la dirección del jugador/entrenador Fabulous Flournoy, el club logró el triplete (BBL, Copa Británica y Trofeo Británico). Además, Flournoy fue elegido Entrenador del Año de la BBL y el ex-Villanova Wildcats, Drew Sullivan, fue elegido Jugador del Año de la BBL. Flournoy, Sullivan y Andrew Bridge también fueron miembros de la Selección de baloncesto de Inglaterra que ganó la medalla de bronce en los Juegos de la Commonwealth durante marzo de 2006.
La temporada 2005-2006 también tuvo el récord de asistencia más alto en un partido de los Eagles. 7,150 aficionados acudieron al Newcastle Arena en un partido de temporada regular en casa contra los Birmingham Bullets. Casi 1,000 seguidores más no pudieron acceder al pabellón esa noche.

### Tiempos recientes
Al comienzo de la temporada 2007-2008, se anunció que Nike y Northern Rock patrocinarían a los Eagles, lo que generaría más dinero para el club. Además, la firma de Richard Midgley dio una gran esperanza de que los Eagles pudieran vencer a los Guilford Heat para reconquistar la BBL. Sin embargo, después de una pelea con el jugador/entrenador, Fab Flournoy, se fue del club para fichar por los Everton Tigers. Esto hizo que no hubiera base, propiciando el fichaje de Bryan Defares, quién no pudo aclimatarse a Inglaterra y también se fue. Finalmente, en el tercer intento, Steve Leven (ex-prospecto de la NBA) fue fichado a pesar de su reputación de chico malo. Después de perder 2 finales consecutivas (Copa Británica y Trofeo Británico), los Eagles estaban en peligro de tener una mala temporada, pero afortunadamente, después de una milagrosa victoria en la prórroga contra los Guilford Heat, quedaron 1º en temporada regular en la BBL.
Al comienzo de la temporada 2008-09, se reforzaron con la firma de Trey Moore, procedente de los Cheshire Jets. Después de un comienzo dubitativo, obtuvieron una racha de 17 victorias consecutivas para convertirse en el 1º equipo en casi 2 décadas en retener el título de la BBL, tras vencer a los Everton Tigers. También llegaron a las semifinales de la Copa Británica, pero fueron derrotados por los Everton Tigers, aunque se vengaron en la semifinal del Trofeo Británico. Los Eagles vencieron a los Guilford Heat en The Spectrum en la final. En los Play-Offs casi caen eliminados en cuartos de final por la revelación Cheshire Jets, pero al final ganaron por 88-83, cruzándose con los Plymouth Raiders  en semifinales y con los Tigers en la final una vez más. A pesar de los 30 puntos del ex-Eagle Richard Midgley, los Eagles vencieron por 97–94, volviendo a ganar el doblete 4 años después.
En la temporada 2009-10, los Eagles nuevamente quedaron primeros en la liga regular de la BBL, terminando por delante de los Sheffield Sharks. El 1º puesto se decidió en el último partido de la temporada, con los Sheffield Sharks perdiendo su último partido por 97–95 ante los Worthing Thunder gracias a una canasta de Evaldas Zabas a 4 segundos del final. Los Eagles ganaron el Trofeo Británico al vencer por 111–95 en la final en The Spectrum a los Cheshire Jets. En la Copa Británica, los Eagles perdieron por 64–61 en cuartos de final ante sus rivales en la final del Trofeo Británico, los Cheshire Jets y en Play-Offs fueron eliminados en semifinales por los Everton Tigers.

### Los Eagles se trasladan al Sport Central
Al comienzo de la temporada 2010-2011, se anunció que Esh Group, junto con sus socios Universidad de Northumbria y Northumbrian Water, serían los nuevos patrocinadores principales de los Eagles. Ese verano, el club también anunció que se mudaría del Newcastle Arena al nuevo Sport Central que costó £ 30 millones, estando situado situado en el campus de la Universidad de Northumbria, justo en el centro de la ciudad. En la Copa Británica, los Eagles fueron derrotados en semifinales por los Mersey Tigers, que también los derrotaría en semifinales del Trofeo Británico.

### Otra temporada histórica (2011-2012)
El club repitió la hazaña de la temporada 2005-06 y volvieron a ganar el triplete en la temporada 2011-2012, por 2ª vez en la historia del club. La temporada 2010-2011 fue la 1ª vez desde la temporada 2003-2004, que los Eagles no conquistaban un trofeo. Perdieron solo 7 partidos de liga en la temporada 2011-2012, 3 menos que en la temporada 2005-2006, aunque esta vez solamente jugaron 30 partidos, 10 menos que en la temporada 2005-2006. Consiguieron esta gesta tras vencer a los Leicester Riders en la final de los Play-Offs de la BBL, el 12 de mayo.

### Los Eagles visitan el Wembley Arena
La temporada 2012-13 fue exitosa, aunque el club no obtuvo trofeos. Visitaron el Wembley Arena por 1ª vez en su historia, en la final de los Play-Offs de la BBL contra los sorprendentes Leicester Riders. Los Riders ganaron ese día, en lo que fue un evento decisivo para la BBL. La visita se repitió un año después, pero el resultado fue el mismo, ya que los Eagles cayeron ante los Worcester Wolves.

### Tercer triplete (2014-2015)

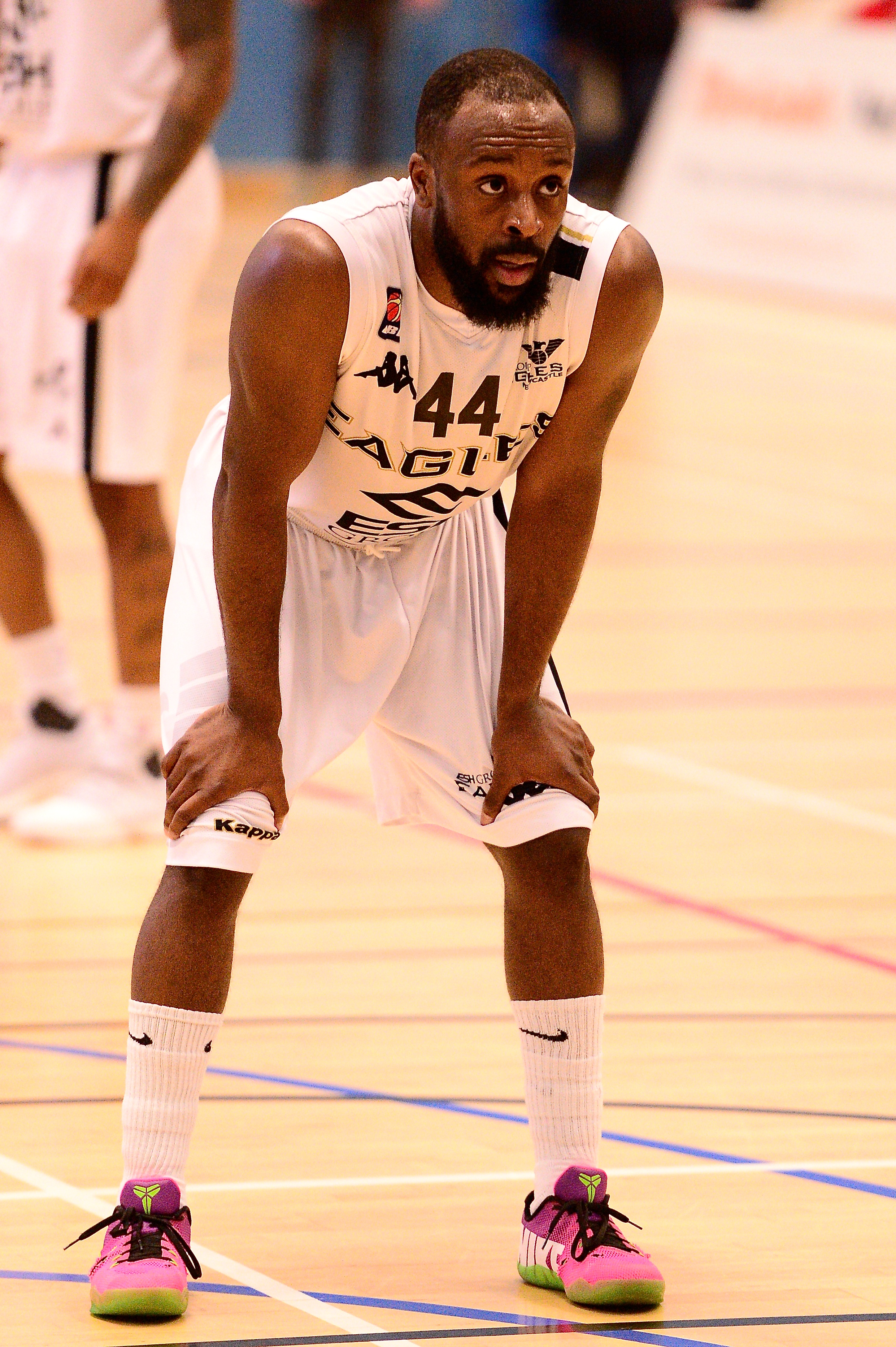
Rahmon Fletcher fue una de las estrellas de los Eagles, con 3 MVP's de la Copa Británica

Los Eagles conquistaron el triplete por 3ª vez en su historia. El veterano Charles Smith, de 39 años, fue elegido Jugador del Año de la BBL. El dominio de los distintas divisiones de los Eagles no terminó ahí. El equipo masculino de la Universidad de Northumbria se coronó campeón en la competencia nacional BUCS y el equipo femenino quedó en 2º lugar. El triplete se coronó con una victoria en la final de los Play-Offs de la BBL contra los London Lions, en el The O2 Arena, frente a una audiencia récord de 15,000 espectadores.

### Eagles Community Arena
En enero de 2019, los Eagles se mudaron a su propio pabellón (diseñado específicamente para los Eagles), situado en Scotswood Road. No tuvieron éxito en el 1º año que jugaron allí, ya queno llegaron a ninguna final y quedaron 3º en la BBL por 2º año consecutivo.
En la noche de su 1º partido de pretemporada antes del comienzo de la temporada 2019-2020 en la BBL, el club sufrió un duro golpe, tras enterarse de que Fabulous Flournoy dejaría el club tras 17 años. Flournoy se marchaba a los Toronto Raptors, los entonces campeones vigentes de la NBA, como entrenador asistente, reuniéndose así con su amigo y mentor Nick Nurse, quién le dio su 1º contrato profesional con los Birmingham Bullets en 1996. El entrenador asistente Ian MacLeod fue anunciado como entrenador interino para reemplazarle.

## Pabellones
- 1976-1978 - Northumbria Centre, Washington
- 1978-1991 - Crowtree Leisure Centre, Sunderland
- 1991-1995 - Northumbria Centre, Washington
- 1995-2010 - Metro Radio Arena, Newcastle upon Tyne
- 2010-2018 - Sport Central, Newcastle upon Tyne
- 2019-presente - Vertu Motors Arena, Newcastle upon Tyne

## Trayectoria
| EPAB Sunderland            |      |     |    |    |    |                  |                  |                                            |
| 1976–1977                  | NBL2 | 4º  | 20 | 13 | 7  | N/A              | N/A              |                                            |
| 1977–1978                  | NBL2 | 1º  | 20 | 20 | 0  | N/A              | N/A              |                                            |
| Sunderland Sunblest        |      |     |    |    |    |                  |                  |                                            |
| 1978–1979                  | NBL  | 7º  | 20 | 7  | 13 | -                | N/A              |                                            |
| 1979–1980                  | NBL  | 6º  | 18 | 9  | 9  | -                | N/A              |                                            |
| Sunderland Saints          |      |     |    |    |    |                  |                  |                                            |
| 1980–1981                  | NBL  | 4º  | 18 | 11 | 7  | Campeón          | N/A              | Semifinal - Copa Nacional Británica        |
| 1981–1982                  | NBL  | 3º  | 22 | 16 | 6  | Subcampeón       | N/A              | Cuartos de final - Copa Nacional Británica |
| Sunderland Saints/Maestros |      |     |    |    |    |                  |                  |                                            |
| 1982–1983                  | NBL  | 2º  | 24 | 18 | 6  | Campeón          | N/A              | Cuartos de final - Copa Nacional Británica |
| Austin Rover Sunderland    |      |     |    |    |    |                  |                  |                                            |
| 1983–1984                  | NBL  | 5º  | 36 | 23 | 13 | -                | N/A              | Semifinal - Copa Nacional Británica        |
| Sunderland Maestros        |      |     |    |    |    |                  |                  |                                            |
| 1984–1985                  | NBL  | 9º  | 26 | 12 | 14 | -                | N/A              | 1ª Ronda - Copa Nacional Británica         |
| Sunderland                 |      |     |    |    |    |                  |                  |                                            |
| 1985–1986                  | NBL  | 13º | 28 | 8  | 20 | -                | N/A              | Cuartos de final - Copa Nacional Británica |
| Sunderland 76ers           |      |     |    |    |    |                  |                  |                                            |
| 1986–1987                  | NBL  | 10º | 24 | 7  | 17 | -                | N/A              | 2ª Ronda - Copa Nacional Británica         |
| 1987–1988                  | BBL  | 12º | 28 | 8  | 20 | -                | 1ª Ronda         | Cuartos de final - Copa Nacional Británica |
| 1988–1989                  | BBL  | 6º  | 20 | 12 | 8  | Cuartos de final | 1ª Ronda         | 1ª Ronda - Copa Nacional Británica         |
| 1989–1990                  | BBL  | 3º  | 28 | 20 | 8  | Subcampeón       | Semifinal        | Subcampeón - Copa Nacional Británica       |
| Sunderland Saints          |      |     |    |    |    |                  |                  |                                            |
| 1990–1991                  | BBL  | 2º  | 24 | 18 | 6  | Subcampeón       | 1ª Ronda         | Campeón - Copa Nacional Británica          |
| 1991–1992                  | BBL  | 10º | 30 | 3  | 27 | -                | 1ª Ronda         | 3ª Ronda - Copa Nacional Británica         |
| 1992–1993                  | 'BBL | 11º | 33 | 6  | 27 | -                | 1ª Ronda         | 3ª Ronda - Copa Nacional Británica         |
| Sunderland Scorpions       |      |     |    |    |    |                  |                  |                                            |
| 1993–1994                  | BBL  | 10º | 36 | 13 | 23 | -                | 1ª Ronda         | Cuartos de final - Copa Nacional Británica |
| 1994–1995                  | BBL  | 13º | 36 | 4  | 32 | -                | 1ª Ronda         | 4ª Ronda - Copa Nacional Británica         |
| Newcastle Comets           |      |     |    |    |    |                  |                  |                                            |
| 1995–1996                  | BBL  | 10º | 36 | 11 | 25 | -                | Cuartos de final | 4ª Ronda - Copa Nacional Británica         |

| Temporada        | Liga  | Temporada regular                                | Temporada regular                                | Temporada regular                                | Temporada regular                                | Play-Offs                                        | Trofeo Británico | Copa Británica                             |
| Temporada        | Liga  | Posición                                         | Partidos                                         | Victorias                                        | Derrotas                                         | Play-Offs                                        | Trofeo Británico | Copa Británica                             |
| ---------------- | ----- | ------------------------------------------------ | ------------------------------------------------ | ------------------------------------------------ | ------------------------------------------------ | ------------------------------------------------ | ---------------- | ------------------------------------------ |
| Newcastle Eagles |       |                                                  |                                                  |                                                  |                                                  |                                                  |                  |                                            |
| 1996–1997        | BBL   | 7º                                               | 36                                               | 21                                               | 15                                               | Cuartos de final                                 | 1ª Ronda         | Semifinal - Copa Nacional Británica        |
| 1997–1998        | BBL   | 3º                                               | 36                                               | 25                                               | 11                                               | Cuartos de final                                 | Semifinal        | 4ª Ronda - Copa Nacional Británica         |
| 1998–1999        | BBL   | 5º                                               | 36                                               | 21                                               | 15                                               | Cuartos de final                                 | Cuartos de final | Semifinales - Copa Nacional Británica      |
| 1999–2000        | BBL N | 6º                                               | 36                                               | 10                                               | 26                                               | -                                                | Cuartos de final | 1ª Ronda - Copa Nacional Británica         |
| 2000–2001        | BBL N | 3º                                               | 36                                               | 20                                               | 16                                               | 1ª Ronda                                         | Subcampeón       | Cuartos de final - Copa Nacional Británica |
| 2001–2002        | BBL N | 3º                                               | 32                                               | 17                                               | 15                                               | Cuartos de final                                 | Cuartos de final | Cuartos de final - Copa Nacional Británica |
| 2002–2003        | BBL   | 5º                                               | 40                                               | 25                                               | 15                                               | Semifinales                                      | Semifinales      | Cuartos de final - Copa Nacional Británica |
| 2003–2004        | BBL   | 6º                                               | 36                                               | 18                                               | 18                                               | Cuartos de final                                 | 1ª Ronda         | Cuartos de final                           |
| 2004–2005        | BBL   | 2º                                               | 40                                               | 31                                               | 9                                                | Campeón                                          | Campeón          | Cuartos de final                           |
| 2005–2006        | BBL   | 1º                                               | 40                                               | 30                                               | 10                                               | Campeón                                          | Campeón          | Campeón                                    |
| 2006–2007        | BBL   | 3º                                               | 36                                               | 25                                               | 11                                               | Campeón                                          | Subcampeón       | Semifinales                                |
| 2007–2008        | BBL   | 1º                                               | 33                                               | 29                                               | 4                                                | Semifinales                                      | Subcampeón       | Subcampeón                                 |
| 2008–2009        | BBL   | 1º                                               | 33                                               | 28                                               | 5                                                | Campeón                                          | Campeón          | Semifinales                                |
| 2009–2010        | BBL   | 1º                                               | 36                                               | 31                                               | 5                                                | Semifinales                                      | Campeón          | Cuartos de final                           |
| 2010–2011        | BBL   | 2º                                               | 33                                               | 24                                               | 9                                                | Semifinales                                      | Semifinales      | Semifinales                                |
| 2011–2012        | BBL   | 1º                                               | 30                                               | 23                                               | 7                                                | Campeón                                          | Campeón          | Campeón                                    |
| 2012–2013        | BBL   | 2º                                               | 33                                               | 25                                               | 8                                                | Subcampeón                                       | Cuartos de final | Subcampeón                                 |
| 2013–2014        | BBL   | 1º                                               | 33                                               | 28                                               | 5                                                | Subcampeón                                       | Cuartos de final | Subcampeón                                 |
| 2014–2015        | BBL   | 1º                                               | 36                                               | 31                                               | 5                                                | Campeón                                          | Campeón          | Campeón                                    |
| 2015–2016        | BBL   | 2º                                               | 33                                               | 28                                               | 5                                                | Cuartos de final                                 | Subcampeón       | Campeón                                    |
| 2016–2017        | BBL   | 2º                                               | 33                                               | 23                                               | 10                                               | Subcampeón                                       | Cuartos de final | Campeón                                    |
| 2017–2018        | BBL   | 3º                                               | 33                                               | 22                                               | 11                                               | Cuartos de final                                 | Cuartos de final | Cuartos de final                           |
| 2018–2019        | BBL   | 3º                                               | 33                                               | 21                                               | 12                                               | Cuartos de final                                 | Cuartos de final | Semifinales                                |
| 2019–2020        | BBL   | Temporada cancelada por la pandemia del COVID-19 | Temporada cancelada por la pandemia del COVID-19 | Temporada cancelada por la pandemia del COVID-19 | Temporada cancelada por la pandemia del COVID-19 | Temporada cancelada por la pandemia del COVID-19 | Campeón          | Cuartos de final                           |
| 2020–2021        | BBL   | 4º                                               | 30                                               | 18                                               | 12                                               | Campeón                                          | Cuartos de final | Campeón                                    |
| 2021–2022        | BBL   | 9º                                               | 27                                               | 10                                               | 17                                               | -                                                | 1ª Ronda         | Fase de grupos                             |
| 2022–2023        | BBL   |                                                  |                                                  |                                                  |                                                  |                                                  |                  |                                            |

## Palmarés

### Liga
- BBL

-   -  Campeones (7): 2005, 2006, 2007, 2009, 2012, 2015, 2021
  - Subcampeones (5): 1990, 1991, 2013, 2014, 2017

- NBL

-   -  Campeones (2): 1981, 1983
  - Subcampeones (1): 1982

- NBL 2

-   -  Campeones (1): 1978

### Copa Británica
-   -  Campeones (6): 2006, 2012, 2015, 2016, 2017, 2021
  - Subcampeones (3): 2008, 2013, 2014

### Copa Nacional Británica
-   -  Campeones (1): 1991
  - Subcampeones (1): 1990

### Trofeo Británico
-   -  Campeones (7): 2005, 2006, 2009, 2010, 2012, 2015, 2020
  - Subcampeones (4): 2001, 2007, 2008, 2016

## Récords del club
A fecha octubre de 2014 e incluyendo solo la BBL.
- Máximo triplista - Russ Saunders - 716
- Máximo asistente - Fabulous Flournoy - 1.528
- Máximo taponador - Fabulous Flournoy - 320
- Máximo reboteador defensivo - Fabulous Flournoy - 1.497
- Máximo anotador - Charles Smith - 1.621
- Máximo anotador tiros libres - Charles Smith - 761
- Más Partidos Jugados -  Fabulous Flournoy - 393
- Máximo reboteador ofensivo - Darius Defoe - 894
- Más faltas personales - Fabulous Flournoy - 1.075
- Puntos - Charles Smith - 5.897
- Robos - Fabulous Flournoy - 605
- Rebotes Totales - Fabulous Flournoy - 2.139
- Pérdidas - Fabulous Flournoy - 910